# Ян Тон Кин
У цьому корейському імені прізвище (Ян) стоїть перед особовим ім'ям.
Ян Тон Кин (кор. 양동근; нар. 1 червня 1979, Сеул, Південна Корея) — південнокорейський актор, виконавець в стилі хіп-хоп, продюсер і брейкдансер.

## Біографія
З 18 жовтня по 23 листопада 2008 він знімався у військовому мюзиклі «Міна», разом із Кангта. Йдеться про реальну історію життя лейтенанта Лі Чон Мена, який втратив ноги під час вибуху міни поблизу демілітаризованої зони в червні 2000 року, коли він рятував товариша по службі, Сул Дон Соба, з мінного поля.
Його перший проект після звільнення з армії був у фільмі «Гран-прі», разом із Кім Техі. Він був обраний на головну чоловічу роль Лі Ву Сока після того, як Лі Джун Гі був змушений відмовитися, коли Військово-кадрове управління відхилило його заяву про відстрочку від призову на строкову військову службу.
У 2016 році він і його донька Ян Джой приєдналися до вар'єте-шоу KBS «Повернення Супермена».

## Благодійність
8 лютого 2023 року Ян пожертвував 10 мільйонів вон на допомогу жертвам землетрусу 2023 року у Туреччині та Сирії, передавши гроші через посольство Туреччини в Південній Кореї.

## Амбасадорство
- Амбасадор зв'язків з громадськістю Всесвітньої медичної волонтерської групи «Green Doctors» (2022)[6];

## Фільмографія

### Кіно
| Рік  |   | Українська назва             | Оригінальна назва                                   | Роль                   |
| ---- | - | ---------------------------- | --------------------------------------------------- | ---------------------- |
| 1991 | ф |                              | Syupeo Hong Gil-dong 5: Buchae dosawa Hong Gil-dong | Дол-е                  |
| 1998 | ф | Джджанг                      | кор. 짱                                             | Чон Гу                 |
| 1999 | ф | Біла валентинка              | кор. 화이트 발렌타인                                | Хан Сок                |
| 1999 | ф |                              | Daenseudaenseu                                      | Сан Ду                 |
| 2000 | ф | Піти на пляж                 | кор. 해변으로 가다                                  | Чже Син                |
| 2001 | ф | Одержувач невідомий          | кор. 수취인불명                                     | Чанг-гук               |
| 2002 | ф |                              | Hae-jeok, discowang doeda                           | Сок-гі                 |
| 2003 | ф | Дика карта                   | кор. 와일드 카드                                    | Банг Джесу             |
| 2004 | ф |                              | Majimak neukdae                                     | Чой Чеол-Квон          |
| 2004 | ф | Винищувач вітру              | кор. 바람의 파이터                                  | Чой Бе-дал             |
| 2006 | ф | Монополія                    | кор. 모노폴리                                       | Кюнг Хо                |
| 2010 | ф | Гран-прі                     | кор. 그랑프리                                       | Лі Ву Сок              |
| 2011 | ф | Ідеальна гра                 | кор. 퍼펙트 게임                                    | Сон Дон Рьол           |
| 2013 | ф | Навчитися вчитися            | кор. 배우는 배우다                                  | Кан Бін                |
| 2013 | ф | Каратель                     | кор. 응징자                                         | Чанг-сік               |
| 2017 | ф | Чонхва                       | кор. 천화                                           | Чон-кю                 |
| 2020 | ф | Ніч безсмертних людей        | кор. 죽지않는 인간들의 밤                           | Доктор Джанг           |
| 2022 | ф | Якша: Агент, що не знає жалю | кор. 야차                                           | начальник відділу Хонг |

### Телебачення
| Рік       |   | Українська назва        | Оригінальна назва             | Роль                                        |
| --------- | - | ----------------------- | ----------------------------- | ------------------------------------------- |
| 1996—1997 | с |                         | Na                            | Друг Ан Чже Мо                              |
| 1997—1997 | с | Готовий!                | кор. 레디 고!                 |                                             |
| 1999—1999 | с | Школа 4                 | кор. 학교 4                   | Джо Сук Хо / 16 серій                       |
| 2000—2000 | с | Нон стоп                | кор. 논스톱                   | 2 серії                                     |
| 2002—2002 | с | Роби, що хочеш          | кор. 네 멋대로 해라           | Го Бок-су / 20 серій                        |
| 2006—2006 | с | Доктор Квак             | кор. 닥터 깽                  | Кан Даль-го / 16 серій                      |
| 2007—2007 | с | Я Сем                   | кор. 아이 엠 샘               | Джан І-сан / 16 серій                       |
| 2012—2012 | с | Герой                   | Hieoro                        | Кім Хік Чол / 9 серій                       |
| 2014—2014 | с | Три мушкетери           | кор. 삼총사                   | Хео Син По / 12 серій                       |
| 2016—2016 | с | Світ драми              | англ. Dramaworld              | 1 серія                                     |
| 2017—2017 | с | Відсутня дев'ять        | кор. 미씽나인                 | Юн Те Йон / 16 серій                        |
| 2017—2017 | с | Наречена річкового бога | кор. 하백의 신부              | Джу Донг / 9 серій                          |
| 2017—2017 | с | Модна мама              | кор. 보그맘                   | Чой Го Бонг / 12 серій                      |
| 2018—2018 | с | Третя чарівність        | кор. 제3의 매력               | Лі Су Чже / 16 серій                        |
| 2019—2019 | с | Мої співгромадяни!      | кор. 국민 여러분!             | Кім Чхоль Су                                |
| 2020—2020 | с | 365: Повторити рік      | кор. 365: 운명을 거스르는 1년 | Пе Джон Те / 3 серії                        |
| 2020—2020 | с | День і ніч              | кор. 낮과 밤                  | в'язень / 1 серія                           |
| 2021—2021 | с |                         | Floor                         |                                             |
| 2022—2022 | с | Підбадьорся             | кор. 치얼업                   | Ян Донг-Ген / 16 серій                      |
| 2022—2022 | с | Король пустелі          | The King of the Desert        | Дон Хюн / 6 серій                           |
| 2022—2023 | с | Заборонений шлюб        | кор. 금혼령, 조선 혼인 금지령 | Чо Сонгюн / 12 серій                        |
| 2023—2023 | с | В русі                  | кор. 무빙                     | Чон Джун Хва / 4 серії                      |
| 2023—2024 | с | Секретний плейлист      | Secret Playlist               | батько Хан Джу                              |
| 2024—2024 | с | Гра в кальмара          | кор. 오징어게임               | Йонг-сік (007), Пак Янг-сік (007) / 6 серій |

## Нагороди і номінації
| Рік  | Нагорода                                              | Категорія                                                        | Номінована робота   | Результат |
| ---- | ----------------------------------------------------- | ---------------------------------------------------------------- | ------------------- | --------- |
| 1991 | 27-ма Премія мистецтв Пексан                          | Найкращий молодий актор                                          | Hyung               | Перемога  |
| 1991 | KBS драма                                             | Найкращий молодий актор                                          | Hyung               | Перемога  |
| 2001 | 21-ша Нагороди Корейської асоціації кінокритиків      | Найкращий новий актор                                            | Одержувач невідомий | Перемога  |
| 2001 | MBC Entertainment Awards                              | Нагорода за кращу майстерність у ситкомі                         | Нон стоп            | Перемога  |
| 2002 | MBC драма                                             | Найкращий актор мінісеріалу                                      | Роби, що хочеш      | Перемога  |
| 2002 | MBC драма                                             | Улюблений актор/акторка року (Вибір журналістів)                 | Роби, що хочеш      | Перемога  |
| 2002 | MBC драма                                             | Улюблений актор/акторка року (Вибір глядачів)                    | Роби, що хочеш      | Перемога  |
| 2003 | 39-та Премія мистецтв Пексан                          | Премія мистецтв Пексан за найкращого нового актора – телебачення | Роби, що хочеш      | Перемога  |
| 2003 | Перша церемонія вручення премії «Korea Fashion World» | Найкраще одягнений, категорія фільму                             | Н/Д                 | Перемога  |
| 2004 | 27th Golden Cinematography Awards                     | Найпопулярніший актор                                            | Дика карта          | Перемога  |
| 2004 | 41-ша Премія «Гранд Белл»                             | Найкраща чоловіча роль                                           | Дика карта          | Номінація |
| 2006 | 1st Anniversary of the Police Film Festival           | Пам'ятна дошка подяки                                            | Н/Д                 | Перемога  |
| 2009 | Award from the Army Chief of Staff                    | одержувач                                                        | Н/Д                 | Перемога  |
| 2017 | MBC Entertainment Awards                              | Спеціальна премія в ситкомі                                      | Модна мама          | Перемога  |
| 2022 | SBS драма (2022)                                      | Найкращий актор другого плану в міні-серіалі «Комедія/любов»     | Підбадьорся         | Номінація |
| 2022 | SBS драма (2022)                                      | Найкраща допоміжна команда                                       | Підбадьорся         | Перемога  |
| 2022 | MBC драма (2022)                                      | Кращий актор другого плану                                       | Заборонений шлюб    | Номінація |

## Особисте життя
Ян і його дружина Пак Гарам мають двох синів і доньку[неавторитетне джерело].
Ян отримав спеціальність «Театральна постановка» в Університеті Йон-Ін.
Ян був призваний на обов'язкову військову службу в травні 2008 року на 21 місяць активної служби.